# Campeonato Europeo de la UEFA Sub-19 2014
El Campeonato de Europa Sub-19 de la UEFA de 2014 es la 13.ª edición de dicho torneo organizado por la UEFA. La fase final del campeonato se disputará en Hungría. Desde su reclasificación de un evento sub-18 en 2002, y la 63.ª desde que se creó el torneo en 1948. Los jugadores nacidos después del 1 de enero de 1995 podían participar en esta competición.
Los tres mejores equipos de cada grupo de la fase final se clasificaron para la Copa Mundial Sub-20 de la FIFA 2015 en Nueva Zelanda.

## Fase de clasificación
En la fase de clasificación participarán las 52 selecciones afiliadas a la UEFA, las 2 restantes selecciones son Hungría, que al ser la selección anfitriona tiene el pase directo a la fase final del campeonato; y España clasifica directamente a la ronda élite por ser el equipo de más alto coeficiente de la competencia.
Se dividirán en 13 grupos de 4 equipos. Pasarán a la siguiente ronda todas las selecciones campeonas y subcampeonas de sus respectivos grupos y el mejor tercero. 
El sorteo se realizó el 5 de diciembre de 2012 en Nyon, Suiza.

### Grupo 1
| Equipo          | Pts | PJ | PG | PE | PP | GF | GC | Dif |
| --------------- | --- | -- | -- | -- | -- | -- | -- | --- |
| República Checa | 9   | 3  | 3  | 0  | 0  | 10 | 1  | +9  |
| Chipre          | 4   | 3  | 1  | 1  | 1  | 10 | 6  | +4  |
| Croacia         | 4   | 3  | 1  | 1  | 1  | 9  | 5  | +4  |
| Gibraltar       | 0   | 3  | 0  | 0  | 3  | 0  | 17 | -17 |

| 17 de octubre de 2013, 14:30 | Croacia                                                                                             | 7:0 | Gibraltar | Estadio Municipal de Ostrava, Ostrava, República Checa |                            |
|                              | Tin Jedvaj 41' · Mario Pašalić 47' · Mujur Kolar 50', 62', 86' · Tonći Mujan 90' · Jakov Biljan 93' |     |           | Árbitro(s): Bardhyl Pashaj                             | Árbitro(s): Bardhyl Pashaj |

| 17 de octubre de 2013, 17:00 | República Checa                                                   | 4:1 | Chipre             | Estadio Městských de Opava, Opava, República Checa |                          |
|                              | Dominik Mašek 7', 8' · Martin Matousek 40' · Lukáš Buchvaldek 96' |     | Antreas Makris 35' | Árbitro(s): Tamás Bognar                           | Árbitro(s): Tamás Bognar |

| 19 de octubre de 2013, 14:30 | Gibraltar | 0:3 | República Checa                                              | Estadio Mestských, Ostrava, República Checa |                            |
|                              |           |     | Dominik Mašek 40' · Patrik Schick 47' · Lukáš Buchvaldak 57' | Árbitro(s): Bardhyl Pashaj                  | Árbitro(s): Bardhyl Pashaj |

| 19 de octubre de 2013, 17:00 | Croacia                          | 2:2 | Chipre                  | Estadio Mestských de Opava, Opava, República Checa |                           |
|                              | Tonći Mujan 3' · Mujur Kolar 23' |     | Antreas Makris 77', 96' | Árbitro(s): Anas Salmanov                          | Árbitro(s): Anas Salmanov |

| 22 de octubre de 2013, 17:00 | República Checa                                       | 3:0 | Croacia | Estadio Mestských de Opava, Opava, República Checa |                           |
|                              | Jirí Sodoma 1' · Jakub Vichta 17' · Dominik Mašek 23' |     |         | Árbitro(s): Anas Salmanov                          | Árbitro(s): Anas Salmanov |

| 22 de octubre de 2013, 17:00 | Chipre | 7:0 | Gibraltar | Estadio Mestský, Ostrava, República Checa |                          |
|                              | Antreas Makris 3' · Mikrat Therapontos 22' · Leandros Lillis 60' · Christos Djamas 67', 96' · Giorgos Katsiati 90' · Antreas Karo 92' |     |           | Árbitro(s): Tamás Bognar                  | Árbitro(s): Tamás Bognar |

### Grupo 2
| Equipo   | Pts | PJ | PG | PE | PP | GF | GC | Dif |
| -------- | --- | -- | -- | -- | -- | -- | -- | --- |
| Rumania  | 5   | 3  | 1  | 2  | 0  | 3  | 2  | 1   |
| Lituania | 4   | 3  | 1  | 1  | 1  | 2  | 2  | 0   |
| Armenia  | 4   | 3  | 1  | 1  | 1  | 2  | 2  | 0   |
| Polonia  | 2   | 3  | 0  | 2  | 1  | 2  | 3  | -1  |

| 10 de octubre de 2013, 11:00 | Rumania        | 1:1 | Armenia            | Estadio Olímpico Municipal, Inowrocław, Polonia |                         |
|                              | Ionuț Vînă 12' |     | Artem Simonyan 45' | Árbitro(s): John Beaton                         | Árbitro(s): John Beaton |

| 10 de octubre de 2013, 15:30 | Polonia                   | 1:1 | Lituania                 | Estadio Olímpico Municipal, Inowrocław, Polonia |                            |
|                              | Przemysław Francowski 63' |     | Simonas Stankevičius 37' | Árbitro(s): Vlado Glođović                      | Árbitro(s): Vlado Glođović |

| 12 de octubre de 2013, 15:00 | Rumania        | 1:0 | Lituania | Estadio Olímpico GKS, Grudziądz, Polonia |                                      |
|                              | Ionuț Vînă 53' |     |          | Árbitro(s): Javier Estrada Fernández     | Árbitro(s): Javier Estrada Fernández |

| 12 de octubre de 2013, 15:00 | Armenia             | 1:0 | Polonia | Estadio GKS de Tuchola, Tuchola, Polonia |                         |
|                              | Vardan Bakalyan 77' |     |         | Árbitro(s): John Beaton                  | Árbitro(s): John Beaton |

| 15 de octubre de 2013, 15:00 | Polonia             | 1:1 | Rumania         | Estadio Olímpico GKS, Grudziądz, Polonia |                                      |
|                              | Paweł Stolarski 36' |     | Mihai Balasa 3' | Árbitro(s): Javier Estrada Fernández     | Árbitro(s): Javier Estrada Fernández |

| 15 de octubre de 2013, 15:00 | Lituania                 | 1:0 | Armenia | Estadio GKS de Tuchola, Tuchola, Polonia |                             |
|                              | Simonas Stankevičius 16' |     |         | Árbitro(s): Vlado Glođjović              | Árbitro(s): Vlado Glođjović |

### Grupo 3
| Equipo               | Pts | PJ | PG | PE | PP | GF | GC | Dif |
| -------------------- | --- | -- | -- | -- | -- | -- | -- | --- |
| Irlanda              | 7   | 3  | 2  | 1  | 0  | 4  | 1  | 3   |
| Suecia               | 6   | 3  | 2  | 0  | 1  | 9  | 3  | 6   |
| Bosnia y Herzegovina | 2   | 3  | 0  | 2  | 1  | 2  | 5  | -3  |
| Azerbaiyán           | 1   | 3  | 0  | 1  | 2  | 1  | 7  | -6  |

| 10 de octubre de 2013, 14:00 | Irlanda | 2:0 | Azerbaiyán | Ängelholms IP, Ängelholm, Suecia |  |
|                              |         |     |            | Árbitro(s): Slavko Vinčić        |  |

| 10 de octubre de 2013, 18:00 | Bosnia y Herzegovina | 1:4 | Suecia | Vångavallen, Trelleborg, Suecia |  |
|                              |                      |     |        | Árbitro(s): Paolo Valeri        |  |

| 12 de octubre de 2013, 14:00 | Azerbaiyán | 0:0 | Bosnia y Herzegovina | [[ ]], [[ ]], Suecia     |  |
|                              |            |     |                      | Árbitro(s): [[ ]], [[ ]] |  |

| 12 de octubre de 2013, 16:00 | Irlanda | 1:0 | Suecia | [[ ]], [[ ]], Suecia     |  |
|                              |         |     |        | Árbitro(s): [[ ]], [[ ]] |  |

| 15 de octubre de 2013, 14:00 | Bosnia y Herzegovina | 1:1 | Irlanda | [[ ]], [[ ]], Suecia     |  |
|                              |                      |     |         | Árbitro(s): [[ ]], [[ ]] |  |

| 15 de octubre de 2013, 14:00 | Suecia | 5:1 | Azerbaiyán | [[ ]], [[ ]], Suecia     |  |
|                              |        |     |            | Árbitro(s): [[ ]], [[ ]] |  |

### Grupo 4
| Equipo            | Pts | PJ | PG | PE | PP | GF | GC | Dif |
| ----------------- | --- | -- | -- | -- | -- | -- | -- | --- |
| Bélgica           | 7   | 3  | 2  | 1  | 0  | 6  | 2  | 4   |
| Islandia          | 4   | 3  | 1  | 1  | 1  | 3  | 4  | -1  |
| Francia           | 3   | 3  | 0  | 3  | 0  | 5  | 5  | 0   |
| Irlanda del Norte | 1   | 3  | 0  | 1  | 2  | 1  | 4  | -3  |

| 10 de octubre de 2013, 15:00 | Francia | 2:2 | Islandia | [[ ]], [[ ]], Bélgica    |  |
|                              |         |     |          | Árbitro(s): [[ ]], [[ ]] |  |

| 10 de octubre de 2013, 19:30 | Bélgica | 2:0 | Irlanda del Norte | [[ ]], [[ ]], Bélgica    |  |
|                              |         |     |                   | Árbitro(s): [[ ]], [[ ]] |  |

| 12 de octubre de 2013, 15:00 | Bélgica | 2:0 | Islandia | [[ ]], [[ ]], Bélgica    |  |
|                              |         |     |          | Árbitro(s): [[ ]], [[ ]] |  |

| 12 de octubre de 2013, 19:30 | Irlanda del Norte | 1:1 | Francia | [[ ]], [[ ]], Bélgica    |  |
|                              |                   |     |         | Árbitro(s): [[ ]], [[ ]] |  |

| 15 de octubre de 2013, 14:00 | Francia | 2:2 | Bélgica | [[ ]], [[ ]], Bélgica    |  |
|                              |         |     |         | Árbitro(s): [[ ]], [[ ]] |  |

| 15 de octubre de 2013, 14:00 | Islandia | 1:0 | Irlanda del Norte | [[ ]], [[ ]], Bélgica    |  |
|                              |          |     |                   | Árbitro(s): [[ ]], [[ ]] |  |

### Grupo 5
| Equipo      | Pts | PJ | PG | PE | PP | GF | GC | Dif |
| ----------- | --- | -- | -- | -- | -- | -- | -- | --- |
| Alemania    | 7   | 3  | 2  | 1  | 0  | 8  | 2  | 6   |
| Escocia     | 5   | 3  | 1  | 2  | 0  | 3  | 2  | 1   |
| Letonia     | 4   | 3  | 1  | 1  | 1  | 3  | 7  | -4  |
| Bielorrusia | 0   | 3  | 0  | 0  | 3  | 2  | 5  | -3  |

| 10 de octubre de 2013, 13:00 | Escocia | 1:1 | Letonia | [[ ]], [[ ]], Bielorrusia |  |
|                              |         |     |         | Árbitro(s): [[ ]], [[ ]]  |  |

| 10 de octubre de 2013, 15:00 | Alemania | 2:1 | Bielorrusia | [[ ]], [[ ]], Bielorrusia |  |
|                              |          |     |             | Árbitro(s): [[ ]], [[ ]]  |  |

| 12 de octubre de 2013, 13:00 | Alemania | 5:0 | Letonia | [[ ]], [[ ]], Bielorrusia |  |
|                              |          |     |         | Árbitro(s): [[ ]], [[ ]]  |  |

| 12 de octubre de 2013, 15:00 | Bielorrusia | 0:1 | Escocia | [[ ]], [[ ]], Bielorrusia |  |
|                              |             |     |         | Árbitro(s): [[ ]], [[ ]]  |  |

| 15 de octubre de 2013, 13:00 | Escocia | 1:1 | Alemania | [[ ]], [[ ]], Bielorrusia |  |
|                              |         |     |          | Árbitro(s): [[ ]], [[ ]]  |  |

| 15 de octubre de 2013, 13:00 | Letonia | 2:1 | Bielorrusia | [[ ]], [[ ]], Bielorrusia |  |
|                              |         |     |             | Árbitro(s): [[ ]], [[ ]]  |  |

### Grupo 6
| Equipo     | Pts | PJ | PG | PE | PP | GF | GC | Dif |
| ---------- | --- | -- | -- | -- | -- | -- | -- | --- |
| Grecia     | 5   | 3  | 1  | 2  | 0  | 5  | 4  | 1   |
| Bulgaria   | 5   | 3  | 1  | 2  | 0  | 4  | 3  | 1   |
| Eslovaquia | 2   | 3  | 0  | 2  | 1  | 5  | 6  | -1  |
| Albania    | 2   | 3  | 0  | 2  | 1  | 2  | 3  | -1  |

| 12 de noviembre de 2013, 14:00 | Eslovaquia | 1:2 | Bulgaria | [[ ]], [[ ]], Bulgaria   |  |
|                                |            |     |          | Árbitro(s): [[ ]], [[ ]] |  |

| 12 de noviembre de 2013, 17:00 | Grecia | 1:0 | Albania | [[ ]], [[ ]], Bulgaria   |  |
|                                |        |     |         | Árbitro(s): [[ ]], [[ ]] |  |

| 14 de noviembre de 2013, 14:00 | Grecia | 1:1 | Bulgaria | [[ ]], [[ ]], Bulgaria   |  |
|                                |        |     |          | Árbitro(s): [[ ]], [[ ]] |  |

| 14 de noviembre de 2013, 17:00 | Albania | 1:1 | Eslovaquia | [[ ]], [[ ]], Bulgaria   |  |
|                                |         |     |            | Árbitro(s): [[ ]], [[ ]] |  |

| 17 de noviembre de 2013, 1400 | Eslovaquia | 3:3 | Grecia | [[ ]], [[ ]], Bulgaria   |  |
|                               |            |     |        | Árbitro(s): [[ ]], [[ ]] |  |

| 17 de noviembre de 2013, 14:00 | Bulgaria | 1:1 | Albania | [[ ]], [[ ]], Bulgaria   |  |
|                                |          |     |         | Árbitro(s): [[ ]], [[ ]] |  |

### Grupo 7
| Equipo     | Pts | PJ | PG | PE | PP | GF | GC | Dif |
| ---------- | --- | -- | -- | -- | -- | -- | -- | --- |
| Serbia     | 9   | 3  | 3  | 0  | 0  | 5  | 0  | +5  |
| Austria    | 6   | 3  | 2  | 0  | 1  | 9  | 2  | +7  |
| Kazajistán | 1   | 3  | 0  | 1  | 2  | 1  | 6  | -5  |
| Finlandia  | 1   | 3  | 0  | 1  | 2  | 0  | 7  | -7  |

| 13 de noviembre de 2013, 13:00 | Serbia | 3:0 | Kazajistán | [[ ]], [[ ]], Serbia     |  |
|                                |        |     |            | Árbitro(s): [[ ]], [[ ]] |  |

| 13 de noviembre de 2013, 13:00 | Austria | 6:0 | Finlandia | [[ ]], [[ ]], Serbia     |  |
|                                |         |     |           | Árbitro(s): [[ ]], [[ ]] |  |

| 15 de noviembre de 2013, 13:00 | Serbia | 1:0 | Finlandia | [[ ]], [[ ]], Serbia     |  |
|                                |        |     |           | Árbitro(s): [[ ]], [[ ]] |  |

| 15 de noviembre de 2013, 13:00 | Kazajistán | 1:3 | Austria | [[ ]], [[ ]], Serbia     |  |
|                                |            |     |         | Árbitro(s): [[ ]], [[ ]] |  |

| 18 de noviembre de 2013, 13:00 | Austria | 0:1 | Serbia | [[ ]], [[ ]], Serbia     |  |
|                                |         |     |        | Árbitro(s): [[ ]], [[ ]] |  |

| 18 de noviembre de 2013, 13:00 | Finlandia | 0:0 | Kazajistán | [[ ]], [[ ]], Serbia     |  |
|                                |           |     |            | Árbitro(s): [[ ]], [[ ]] |  |

### Grupo 8
| Equipo     | Pts | PJ | PG | PE | PP | GF | GC | Dif |
| ---------- | --- | -- | -- | -- | -- | -- | -- | --- |
| Portugal   | 9   | 3  | 3  | 0  | 0  | 12 | 2  | +10 |
| Noruega    | 6   | 3  | 2  | 0  | 1  | 9  | 4  | +5  |
| Luxemburgo | 3   | 3  | 1  | 0  | 2  | 5  | 8  | -3  |
| San Marino | 0   | 3  | 0  | 0  | 3  | 0  | 12 | -12 |

| 14 de noviembre de 2013, 20:00 | Portugal | 3:0 | Luxemburgo | [[ ]], [[ ]], Portugal   |  |
|                                |          |     |            | Árbitro(s): [[ ]], [[ ]] |  |

| 14 de noviembre de 2013, 16:00 | Noruega | 2:0 | San Marino | [[ ]], [[ ]], Portugal   |  |
|                                |         |     |            | Árbitro(s): [[ ]], [[ ]] |  |

| 16 de noviembre de 2013, 18:00 | Portugal | 6:0 | San Marino | [[ ]], [[ ]], Portugal   |  |
|                                |          |     |            | Árbitro(s): [[ ]], [[ ]] |  |

| 16 de noviembre de 2013, 16:00 | Luxemburgo | 1:5 | Noruega | [[ ]], [[ ]], Portugal   |  |
|                                |            |     |         | Árbitro(s): [[ ]], [[ ]] |  |

| 19 de noviembre de 2013, 17:00 | Noruega | 2:3 | Portugal | [[ ]], [[ ]], Portugal   |  |
|                                |         |     |          | Árbitro(s): [[ ]], [[ ]] |  |

| 19 de noviembre de 2013, 17:00 | San Marino | 0:4 | Luxemburgo | [[ ]], [[ ]], Portugal   |  |
|                                |            |     |            | Árbitro(s): [[ ]], [[ ]] |  |

### Grupo 9
| Equipo     | Pts | PJ | PG | PE | PP | GF | GC | Dif |
| ---------- | --- | -- | -- | -- | -- | -- | -- | --- |
| Inglaterra | 7   | 3  | 2  | 1  | 0  | 9  | 1  | 8   |
| Suiza      | 6   | 3  | 2  | 0  | 1  | 7  | 2  | 5   |
| Eslovenia  | 4   | 3  | 1  | 1  | 1  | 9  | 4  | 5   |
| Andorra    | 0   | 3  | 0  | 0  | 3  | 0  | 18 | -18 |

| 10 de octubre de 2013, 15:00 | Suiza | 4:0 | Andorra | [[ ]], [[ ]], Eslovenia  |  |
|                              |       |     |         | Árbitro(s): [[ ]], [[ ]] |  |

| 10 de octubre de 2013, 15:00 | Inglaterra | 1:1 | Eslovenia | [[ ]], [[ ]], Eslovenia  |  |
|                              |            |     |           | Árbitro(s): [[ ]], [[ ]] |  |

| 12 de octubre de 2013, 15:00 | Suiza | 3:1 | Eslovenia | [[ ]], [[ ]], Eslovenia  |  |
|                              |       |     |           | Árbitro(s): [[ ]], [[ ]] |  |

| 12 de octubre de 2013, 15:00 | Andorra | 0:7 | Inglaterra | [[ ]], [[ ]], Eslovenia  |  |
|                              |         |     |            | Árbitro(s): [[ ]], [[ ]] |  |

| 15 de octubre de 2013, 15:00 | Inglaterra | 1:0 | Suiza | [[ ]], [[ ]], Eslovenia  |  |
|                              |            |     |       | Árbitro(s): [[ ]], [[ ]] |  |

| 15 de octubre de 2013, 15:00 | Eslovenia | 7:0 | Andorra | [[ ]], [[ ]], Eslovenia  |  |
|                              |           |     |         | Árbitro(s): [[ ]], [[ ]] |  |

### Grupo 10
| Equipo        | Pts | PJ | PG | PE | PP | GF | GC | Dif |
| ------------- | --- | -- | -- | -- | -- | -- | -- | --- |
| Dinamarca     | 6   | 3  | 2  | 0  | 1  | 5  | 3  | 2   |
| Israel        | 6   | 3  | 2  | 0  | 1  | 12 | 3  | 9   |
| Italia        | 6   | 3  | 2  | 0  | 1  | 7  | 2  | 5   |
| Liechtenstein | 0   | 3  | 0  | 0  | 3  | 0  | 16 | -16 |

| 8 de octubre de 2013, 16:00 | Italia | 0:2 | Israel | [[ ]], [[ ]], Israel     |  |
|                             |        |     |        | Árbitro(s): [[ ]], [[ ]] |  |

| 8 de octubre de 2013, 16:00 | Dinamarca | 2:0 | Liechtenstein | [[ ]], [[ ]], Israel     |  |
|                             |           |     |               | Árbitro(s): [[ ]], [[ ]] |  |

| 10 de octubre de 2013, 16:00 | Italia | 5:0 | Liechtenstein | [[ ]], [[ ]], Israel     |  |
|                              |        |     |               | Árbitro(s): [[ ]], [[ ]] |  |

| 10 de octubre de 2013, 16:00 | Israel | 1:3 | Dinamarca | [[ ]], [[ ]], Israel     |  |
|                              |        |     |           | Árbitro(s): [[ ]], [[ ]] |  |

| 13 de octubre de 2013, 16:00 | Dinamarca | 0:2 | Italia | [[ ]], [[ ]], Israel     |  |
|                              |           |     |        | Árbitro(s): [[ ]], [[ ]] |  |

| 13 de octubre de 2013, 16:00 | Liechtenstein | 0:9 | Israel | [[ ]], [[ ]], Israel     |  |
|                              |               |     |        | Árbitro(s): [[ ]], [[ ]] |  |

### Grupo 11
| Equipo       | Pts | PJ | PG | PE | PP | GF | GC | Dif |
| ------------ | --- | -- | -- | -- | -- | -- | -- | --- |
| Georgia      | 9   | 3  | 3  | 0  | 0  | 9  | 2  | 7   |
| Gales        | 4   | 3  | 1  | 1  | 1  | 7  | 5  | 2   |
| Países Bajos | 4   | 3  | 1  | 1  | 1  | 4  | 2  | 2   |
| Moldavia     | 0   | 3  | 0  | 0  | 3  | 0  | 11 | -11 |

| 13 de noviembre de 2013, 13:00 | Países Bajos | 3:0 | Moldavia | [[ ]], [[ ]], Georgia    |  |
|                                |              |     |          | Árbitro(s): [[ ]], [[ ]] |  |

| 13 de noviembre de 2013, 12:00 | Georgia | 5:1 | Gales | [[ ]], [[ ]], Georgia    |  |
|                                |         |     |       | Árbitro(s): [[ ]], [[ ]] |  |

| 15 de noviembre de 2013, 13:00 | Países Bajos | 0:0 | Gales | [[ ]], [[ ]], Georgia    |  |
|                                |              |     |       | Árbitro(s): [[ ]], [[ ]] |  |

| 15 de noviembre de 2013, 12:00 | Moldavia | 0:2 | Georgia | [[ ]], [[ ]], Georgia    |  |
|                                |          |     |         | Árbitro(s): [[ ]], [[ ]] |  |

| 18 de noviembre de 2013, 13:00 | Georgia | 2:1 | Países Bajos | [[ ]], [[ ]], Georgia    |  |
|                                |         |     |              | Árbitro(s): [[ ]], [[ ]] |  |

| 18 de noviembre de 2013, 13:00 | Gales | 6:0 | Moldavia | [[ ]], [[ ]], Georgia    |  |
|                                |       |     |          | Árbitro(s): [[ ]], [[ ]] |  |

### Grupo 12
| Equipo              | Pts | PJ | PG | PE | PP | GF | GC | Dif |
| ------------------- | --- | -- | -- | -- | -- | -- | -- | --- |
| Turquía             | 6   | 3  | 2  | 0  | 1  | 7  | 3  | 4   |
| Montenegro          | 6   | 3  | 2  | 0  | 1  | 8  | 3  | 5   |
| Macedonia del Norte | 6   | 3  | 2  | 0  | 1  | 8  | 5  | 3   |
| Islas Feroe         | 0   | 3  | 0  | 0  | 3  | 0  | 12 | -12 |

| 6 de septiembre de 2013, 16:00 | Turquía | 4:1 | Macedonia | FC Turnovo, Strumica, Macedonia |  |
|                                |         |     |           | Árbitro(s): [[ ]], [[ ]]        |  |

| 6 de septiembre de 2013, 16:00 | Montenegro | 5:0 | Islas Feroe | Mladost, Strumica, Macedonia |  |
|                                |            |     |             | Árbitro(s): [[ ]], [[ ]]     |  |

| 8 de septiembre de 2013, 16:00 | Turquía | 2:0 | Islas Feroe | Mladost, Strumica, Macedonia |  |
|                                |         |     |             | Árbitro(s): [[ ]], [[ ]]     |  |

| 8 de septiembre de 2013, 16:00 | Macedonia | 2:1 | Montenegro | FC Turnovo, Strumica, Macedonia |  |
|                                |           |     |            | Árbitro(s): [[ ]], [[ ]]        |  |

| 11 de septiembre de 2013, 16:00 | Montenegro | 2:1 | Turquía | Mladost, Strumica, Macedonia |  |
|                                 |            |     |         | Árbitro(s): [[ ]], [[ ]]     |  |

| 11 de septiembre de 2013, 16:00 | Islas Feroe | 0:5 | Macedonia | FC Turnovo, Strumica, Macedonia |  |
|                                 |             |     |           | Árbitro(s): [[ ]], [[ ]]        |  |

### Grupo 13
| Equipo  | Pts | PJ | PG | PE | PP | GF | GC | Dif |
| ------- | --- | -- | -- | -- | -- | -- | -- | --- |
| Rusia   | 7   | 3  | 2  | 1  | 0  | 10 | 2  | 8   |
| Ucrania | 7   | 3  | 2  | 1  | 0  | 8  | 2  | 6   |
| Estonia | 1   | 3  | 0  | 1  | 2  | 4  | 10 | -6  |
| Malta   | 1   | 3  | 0  | 1  | 2  | 2  | 10 | -8  |

| 10 de octubre de 2013, 13:00 | Ucrania | 3:1 | Estonia | [[ ]], [[ ]], Rusia      |  |
|                              |         |     |         | Árbitro(s): [[ ]], [[ ]] |  |

| 10 de octubre de 2013, 17:00 | Rusia | 4:0 | Malta | [[ ]], [[ ]], Rusia      |  |
|                              |       |     |       | Árbitro(s): [[ ]], [[ ]] |  |

| 12 de octubre de 2013, 13:00 | Malta | 0:4 | Ucrania | [[ ]], [[ ]], Rusia      |  |
|                              |       |     |         | Árbitro(s): [[ ]], [[ ]] |  |

| 12 de octubre de 2013, 17:00 | Rusia | 5:1 | Estonia | [[ ]], [[ ]], Rusia      |  |
|                              |       |     |         | Árbitro(s): [[ ]], [[ ]] |  |

| 15 de octubre de 2013, 17:00 | Ucrania | 1:1 | Rusia | [[ ]], [[ ]], Rusia      |  |
|                              |         |     |       | Árbitro(s): [[ ]], [[ ]] |  |

| 15 de octubre de 2013, 17:00 | Estonia | 2:2 | Malta | [[ ]], [[ ]], Rusia      |  |
|                              |         |     |       | Árbitro(s): [[ ]], [[ ]] |  |

### Ranking de los terceros puestos
El mejor tercer puesto de los 13 grupos pasa a la siguiente ronda junto a los 2 mejores de cada grupo. (No incluye el partido de cada 3º clasificado contra el 4º clasificado de cada grupo.)
| Grp | Equipo               | PJ | PG | PE | PP | GF | GC | DG | Pts |
| --- | -------------------- | -- | -- | -- | -- | -- | -- | -- | --- |
| 10  | Italia               | 2  | 1  | 0  | 1  | 2  | 2  | 0  | 3   |
| 12  | Macedonia del Norte  | 2  | 1  | 0  | 1  | 3  | 5  | -2 | 3   |
| 4   | Francia              | 2  | 0  | 2  | 0  | 4  | 4  | 0  | 2   |
| 6   | Eslovaquia           | 2  | 0  | 1  | 1  | 4  | 5  | -1 | 1   |
| 2   | Armenia              | 2  | 0  | 1  | 1  | 1  | 2  | -1 | 1   |
| 11  | Países Bajos         | 2  | 0  | 1  | 1  | 1  | 2  | -1 | 1   |
| 9   | Eslovenia            | 2  | 0  | 1  | 1  | 2  | 4  | -2 | 1   |
| 1   | Croacia              | 2  | 0  | 1  | 1  | 2  | 5  | -3 | 1   |
| 3   | Bosnia y Herzegovina | 2  | 0  | 1  | 1  | 2  | 5  | -3 | 1   |
| 5   | Letonia              | 2  | 0  | 1  | 1  | 1  | 6  | -5 | 1   |
| 7   | Kazajistán           | 2  | 0  | 0  | 2  | 1  | 6  | -5 | 0   |
| 13  | Estonia              | 2  | 0  | 0  | 2  | 2  | 8  | -6 | 0   |
| 8   | Luxemburgo           | 2  | 0  | 0  | 2  | 1  | 8  | -7 | 0   |

## Ronda élite
El sorteo se realizó el 28 de noviembre de 2013 en Nyon, Suiza.
La selección de España accede directamente a la Ronda élite por ser la campeona vigente.
Si dos o más equipos están empatados a puntos en la finalización de los partidos de grupo, los siguientes criterios se aplican para determinar la clasificación:
1. Mayor número de puntos obtenidos en el grupo de partidos jugados entre los equipos en cuestión.
2. Mejor diferencia de goles de los partidos de grupo jugados entre los equipos en cuestión.
3. Mayor número de goles marcados en los partidos de grupo entre los equipos jugaron en cuestión.
4. Si, después de aplicar los criterios 1) a 3) para varios equipos, dos equipos que aún tienen un mismo rango, los criterios 1) a 3) se volverá a aplicar para determinar la clasificación de estos equipos. Si este procedimiento no da lugar a una decisión, los criterios 5) y 7) se aplicará.
5. Los resultados de todos los partidos de grupo:
  1. Mejor diferencia de goles.
  2. Mayor número de goles marcados.
6. Respeto clasificación Fair Play de los equipos en cuestión.
7. Sorteo.

Además, si dos equipos que tienen el mismo número de puntos y el mismo número de goles a favor y juegan su último partido de grupo contra el otra y siguen empatados al final de ese partido, sus clasificaciones finales están determinados por la tanda de penaltis y no por los criterios enumerados anteriormente. Este procedimiento sólo es aplicable si un ranking de los equipos es necesaria para determinar el ganador del grupo y el subcampeón.

### Grupo 1
País anfitrión Inglaterra
| Equipo     | Pts | PJ | PG | PE | PP | GF | GC | Dif |
| ---------- | --- | -- | -- | -- | -- | -- | -- | --- |
| Ucrania    | 7   | 3  | 2  | 1  | 0  | 5  | 0  | 5   |
| Inglaterra | 6   | 3  | 2  | 0  | 1  | 8  | 2  | 6   |
| Montenegro | 3   | 3  | 1  | 0  | 2  | 1  | 10 | -9  |
| Escocia    | 1   | 3  | 0  | 1  | 2  | 1  | 3  | -2  |

| 24 de mayo de 2014, 00:00 | Inglaterra | 6 : 0 | Montenegro | [[ ]], [[ ]], [[]]       |  |
|                           |            |       |            | Árbitro(s): [[ ]], [[ ]] |  |

| 24 de mayo de 2014, 00:00 | Ucrania | 0 : 0 | Escocia | [[ ]], [[ ]], [[]]       |  |
|                           |         |       |         | Árbitro(s): [[ ]], [[ ]] |  |

| 26 de mayo de 2014, 00:00 | Inglaterra | 2 : 1 | Escocia | [[ ]], [[ ]], [[]]       |  |
|                           |            |       |         | Árbitro(s): [[ ]], [[ ]] |  |

| 26 de mayo de 2014, 00:00 | Montenegro | 0 : 4 | Ucrania | [[ ]], [[ ]], [[]]       |  |
|                           |            |       |         | Árbitro(s): [[ ]], [[ ]] |  |

| 29 de mayo de 2014, 00:00 | Ucrania | 1 : 0 | Inglaterra | [[ ]], [[ ]], [[]]       |  |
|                           |         |       |            | Árbitro(s): [[ ]], [[ ]] |  |

| 29 de mayo de 2014, 00:00 | Escocia | 0 : 1 | Montenegro | [[ ]], [[ ]], [[]]       |  |
|                           |         |       |            | Árbitro(s): [[ ]], [[ ]] |  |

### Grupo 2
País anfitrión Bulgaria
| Equipo          | Pts | PJ | PG | PE | PP | GF | GC | Dif |
| --------------- | --- | -- | -- | -- | -- | -- | -- | --- |
| Bulgaria        | 7   | 3  | 2  | 1  | 0  | 5  | 2  | 3   |
| Suecia          | 6   | 3  | 2  | 0  | 1  | 7  | 3  | 4   |
| República Checa | 3   | 3  | 1  | 0  | 2  | 1  | 5  | -4  |
| Italia          | 1   | 3  | 0  | 1  | 2  | 2  | 5  | -3  |

| 24 de mayo de 2014, 00:00 | República Checa | 1 : 0 | Italia | [[ ]], [[ ]], [[]]       |  |
|                           |                 |       |        | Árbitro(s): [[ ]], [[ ]] |  |

| 24 de mayo de 2014, 00:00 | Suecia | 1 : 2 | Bulgaria | [[ ]], [[ ]], [[]]       |  |
|                           |        |       |          | Árbitro(s): [[ ]], [[ ]] |  |

| 26 de mayo de 2014, 00:00 | República Checa | 0 : 2 | Bulgaria | [[ ]], [[ ]], [[]]       |  |
|                           |                 |       |          | Árbitro(s): [[ ]], [[ ]] |  |

| 26 de mayo de 2014, 00:00 | Italia | 1 : 3 | Suecia | [[ ]], [[ ]], [[]]       |  |
|                           |        |       |        | Árbitro(s): [[ ]], [[ ]] |  |

| 29 de mayo de 2014, 00:00 | Suecia | 3 : 0 | República Checa | [[ ]], [[ ]], [[]]       |  |
|                           |        |       |                 | Árbitro(s): [[ ]], [[ ]] |  |

| 29 de mayo de 2014, 00:00 | Bulgaria | 1 : 1 | Italia | [[ ]], [[ ]], [[]]       |  |
|                           |          |       |        | Árbitro(s): [[ ]], [[ ]] |  |

### Grupo 3
País anfitrión Suiza
| Equipo  | Pts | PJ | PG | PE | PP | GF | GC | Dif |
| ------- | --- | -- | -- | -- | -- | -- | -- | --- |
| Israel  | 9   | 3  | 3  | 0  | 0  | 6  | 0  | +6  |
| Georgia | 6   | 3  | 2  | 0  | 1  | 7  | 2  | +5  |
| Suiza   | 3   | 3  | 1  | 0  | 2  | 2  | 3  | -1  |
| Chipre  | 0   | 3  | 0  | 0  | 3  | 1  | 11 | -10 |

| 25 de mayo de 2014, 00:00 | Georgia | 2 : 0 | Suiza | [[ ]], [[ ]], [[]]       |  |
|                           |         |       |       | Árbitro(s): [[ ]], [[ ]] |  |

| 25 de mayo de 2014, 00:00 | Israel | 4 : 0 | Chipre | [[ ]], [[ ]], [[]]       |  |
|                           |        |       |        | Árbitro(s): [[ ]], [[ ]] |  |

| 27 de mayo de 2014, 00:00 | Georgia | 5 : 1 | Chipre | [[ ]], [[ ]], [[]]       |  |
|                           |         |       |        | Árbitro(s): [[ ]], [[ ]] |  |

| 27 de mayo de 2014, 00:00 | Suiza | 0 : 1 | Israel | [[ ]], [[ ]], [[]]       |  |
|                           |       |       |        | Árbitro(s): [[ ]], [[ ]] |  |

| 30 de mayo de 2014, 00:00 | Israel | 1 : 0 | Georgia | [[ ]], [[ ]], [[]]       |  |
|                           |        |       |         | Árbitro(s): [[ ]], [[ ]] |  |

| 30 de mayo de 2014, 00:00 | Chipre | 0 : 2 | Suiza | [[ ]], [[ ]], [[]]       |  |
|                           |        |       |       | Árbitro(s): [[ ]], [[ ]] |  |

### Grupo 4
País anfitrión Irlanda
| Equipo   | Pts | PJ | PG | PE | PP | GF | GC | Dif |
| -------- | --- | -- | -- | -- | -- | -- | -- | --- |
| Serbia   | 7   | 3  | 2  | 1  | 0  | 10 | 2  | +8  |
| Turquía  | 7   | 3  | 2  | 1  | 0  | 7  | 5  | +2  |
| Irlanda  | 3   | 3  | 1  | 0  | 2  | 4  | 6  | -2  |
| Islandia | 0   | 3  | 0  | 0  | 3  | 4  | 12 | -8  |

| 28 de mayo de 2014, 00:00 | Serbia | 1 : 1 | Turquía | [[ ]], [[ ]], [[]]       |  |
|                           |        |       |         | Árbitro(s): [[ ]], [[ ]] |  |

| 28 de mayo de 2014, 00:00 | Irlanda | 2 : 1 | Islandia | [[ ]], [[ ]], [[]]       |  |
|                           |         |       |          | Árbitro(s): [[ ]], [[ ]] |  |

| 30 de mayo de 2014, 00:00 | Serbia | 6 : 0 | Islandia | [[ ]], [[ ]], [[]]       |  |
|                           |        |       |          | Árbitro(s): [[ ]], [[ ]] |  |

| 30 de mayo de 2014, 00:00 | Turquía | 2 : 1 | Irlanda | [[ ]], [[ ]], [[]]       |  |
|                           |         |       |         | Árbitro(s): [[ ]], [[ ]] |  |

| 2 de junio de 2014, 16:00 | Irlanda | 1 : 3 | Serbia | [[ ]], [[ ]], [[]]       |  |
|                           |         |       |        | Árbitro(s): [[ ]], [[ ]] |  |

| 2 de junio de 2014, 16:00 | Islandia | 3 : 4 | Turquía | [[ ]], [[ ]], [[]]       |  |
|                           |          |       |         | Árbitro(s): [[ ]], [[ ]] |  |

### Grupo 5
País anfitrión España
| Equipo    | Pts | PJ | PG | PE | PP | GF | GC | Dif |
| --------- | --- | -- | -- | -- | -- | -- | -- | --- |
| Alemania  | 9   | 3  | 3  | 0  | 0  | 9  | 1  | +8  |
| España    | 6   | 3  | 2  | 0  | 1  | 6  | 4  | +2  |
| Dinamarca | 3   | 3  | 1  | 0  | 2  | 4  | 8  | -4  |
| Lituania  | 0   | 3  | 0  | 0  | 3  | 1  | 7  | -6  |

| 31 de mayo de 2014, 00:00 | España | 3 : 1 | Dinamarca | [[ ]], [[ ]], [[]]       |  |
|                           |        |       |           | Árbitro(s): [[ ]], [[ ]] |  |

| 31 de mayo de 2014, 00:00 | Alemania | 2 : 0 | Lituania | [[ ]], [[ ]], [[]]       |  |
|                           |          |       |          | Árbitro(s): [[ ]], [[ ]] |  |

| 2 de junio de 2014, 20:30 | España | 2 : 0 | Lituania | [[ ]], [[ ]], [[]]       |  |
|                           |        |       |          | Árbitro(s): [[ ]], [[ ]] |  |

| 2 de junio de 2014, 12:00 | Dinamarca | 0 : 4 | Alemania | [[ ]], [[ ]], [[]]       |  |
|                           |           |       |          | Árbitro(s): [[ ]], [[ ]] |  |

| 5 de junio de 2014, 20:30 | Alemania | 3 : 1 | España | [[ ]], [[ ]], [[]]       |  |
|                           |          |       |        | Árbitro(s): [[ ]], [[ ]] |  |

| 5 de junio de 2014, 20:30 | Lituania | 1 : 3 | Dinamarca | [[ ]], [[ ]], [[]]       |  |
|                           |          |       |           | Árbitro(s): [[ ]], [[ ]] |  |

### Grupo 6
País anfitrión Rumania
| Equipo  | Pts | PJ | PG | PE | PP | GF | GC | Dif |
| ------- | --- | -- | -- | -- | -- | -- | -- | --- |
| Austria | 7   | 3  | 2  | 1  | 0  | 8  | 1  | +7  |
| Rusia   | 7   | 3  | 2  | 1  | 0  | 6  | 1  | +5  |
| Rumania | 3   | 3  | 1  | 0  | 2  | 4  | 8  | -4  |
| Noruega | 0   | 3  | 0  | 0  | 3  | 1  | 9  | -8  |

| 5 de junio de 2014, 17:30 | Rusia | 3 : 0 | Noruega | [[ ]], [[ ]], [[]]       |  |
|                           |       |       |         | Árbitro(s): [[ ]], [[ ]] |  |

| 5 de junio de 2014, 20:00 | Austria | 5 : 0 | Rumania | [[ ]], [[ ]], [[]]       |  |
|                           |         |       |         | Árbitro(s): [[ ]], [[ ]] |  |

| 7 de junio de 2014, 17:30 | Rusia | 3 : 1 | Rumania | [[ ]], [[ ]], [[]]       |  |
|                           |       |       |         | Árbitro(s): [[ ]], [[ ]] |  |

| 7 de junio de 2014, 20:00 | Noruega | 1 : 3 | Austria | [[ ]], [[ ]], [[]]       |  |
|                           |         |       |         | Árbitro(s): [[ ]], [[ ]] |  |

| 10 de junio de 2014, 18:00 | Austria | 0 : 0 | Rusia | [[ ]], [[ ]], [[]]       |  |
|                            |         |       |       | Árbitro(s): [[ ]], [[ ]] |  |

| 10 de junio de 2014, 18:00 | Rumania | 3 : 0 | Noruega | [[ ]], [[ ]], [[]]       |  |
|                            |         |       |         | Árbitro(s): [[ ]], [[ ]] |  |

### Grupo 7
País anfitrión Portugal
| Equipo   | Pts | PJ | PG | PE | PP | GF | GC | Dif |
| -------- | --- | -- | -- | -- | -- | -- | -- | --- |
| Portugal | 9   | 3  | 3  | 0  | 0  | 9  | 4  | +5  |
| Gales    | 4   | 3  | 1  | 1  | 1  | 6  | 4  | +2  |
| Bélgica  | 4   | 3  | 1  | 1  | 1  | 7  | 6  | +1  |
| Grecia   | 0   | 3  | 0  | 0  | 3  | 2  | 10 | -8  |

| 28 de mayo de 2014, 00:00 | Portugal | 3 : 0 | Grecia | [[ ]], [[ ]], [[]]       |  |
|                           |          |       |        | Árbitro(s): [[ ]], [[ ]] |  |

| 28 de mayo de 2014, 00:00 | Bélgica | 1 : 1 | Gales | [[ ]], [[ ]], [[]]       |  |
|                           |         |       |       | Árbitro(s): [[ ]], [[ ]] |  |

| 30 de mayo de 2014, 00:00 | Portugal | 3 : 2 | Gales | [[ ]], [[ ]], [[]]       |  |
|                           |          |       |       | Árbitro(s): [[ ]], [[ ]] |  |

| 30 de mayo de 2014, 00:00 | Grecia | 2 : 4 | Bélgica | [[ ]], [[ ]], [[]]       |  |
|                           |        |       |         | Árbitro(s): [[ ]], [[ ]] |  |

| 2 de junio de 2014, 19:00 | Bélgica | 2 : 3 | Portugal | [[ ]], [[ ]], [[]]       |  |
|                           |         |       |          | Árbitro(s): [[ ]], [[ ]] |  |

| 2 de junio de 2014, 19:00 | Gales | 3 : 0 | Grecia | [[ ]], [[ ]], [[]]       |  |
|                           |       |       |        | Árbitro(s): [[ ]], [[ ]] |  |

## Fase final
Esta fase es disputada por los ganadores de cada uno de los 7 grupos de la Ronda élite y Hungría que por ser anfitrión accede directamente a esta fase, dividiéndose en dos grupos de cuatro equipos.
Las dos primeras selecciones de cada grupo acceden a semifinales. Las ganadoras de cada semifinal disputan la final.
Para la clasificación a la Copa Mundial de Fútbol Sub-20 de 2015 a realizarse en Nueva Zelanda, los equipos que accedan a semifinales y los que ocupen el tercer lugar de cada grupo, clasificarán para la cita mundialista.
El sorteo de la fase final se realizó el 19 de junio de 2014 en Felcsút, Hungría.
|  | Equipos clasificados a las semifinales y a la Copa Mundial de Fútbol Sub-20 de 2015. |
|  | Equipos clasificados para la Copa Mundial de Fútbol Sub-20 de 2015.                  |

Todos los horarios corresponden a la Hora central europea de verano (UTC+2).

### Grupo A
| Equipo   | Pts | PJ | PG | PE | PP | GF | GC | Dif |
| -------- | --- | -- | -- | -- | -- | -- | -- | --- |
| Portugal | 9   | 3  | 3  | 0  | 0  | 11 | 2  | 9   |
| Austria  | 6   | 3  | 2  | 0  | 1  | 6  | 1  | 5   |
| Hungría  | 3   | 3  | 1  | 0  | 2  | 4  | 10 | -6  |
| Israel   | 0   | 3  | 0  | 0  | 3  | 1  | 8  | -7  |

| 19 de julio de 2014, 18:00 | Portugal                  | 3:0 (1:0) | Israel | Pancho Arena, Felcsút, Hungría                         |                                                        |
|                            | Lopes 39' 78' · Silva 64' | Reporte   |        | Asistencia: 397 espectadores Árbitro(s): István Kovács | Asistencia: 397 espectadores Árbitro(s): István Kovács |

| 19 de julio de 2014, 18:30 | Hungría   | 1:3 (0:2) | Austria                                       | Estadio Ferenc Szusza, Budapest, Hungría                    |                                                             |
|                            | Varga 60' | Reporte   | Bytyqi 15' (pen.) · Blutsch 18' · Michorl 48' | Asistencia: 9 762 espectadores Árbitro(s): Javier Fernández | Asistencia: 9 762 espectadores Árbitro(s): Javier Fernández |

| 22 de julio de 2014, 18:00 | Austria                                          | 3:0 (2:0) | Israel | Estadio Ferenc Szusza, Budapest, Hungría             |                                                      |
|                            | Bytyqi 28' (pen.) · Grillitsch 42' · Grubeck 73' | Reporte   |        | Asistencia: 456 espectadores Árbitro(s): Enea Jorgji | Asistencia: 456 espectadores Árbitro(s): Enea Jorgji |

| 22 de julio de 2014, 20:30 | Hungría   | 1:6 (0:2) | Portugal                                                     | Pancho Arena, Felcsút, Hungría                         |                                                        |
|                            | Mervó 73' | Reporte   | Rodrigues 32' (pen.) · Silva 45' 66' 89' 90+2' · Martins 75' | Asistencia: 3 695 espectadores Árbitro(s): Tore Hansen | Asistencia: 3 695 espectadores Árbitro(s): Tore Hansen |

| 25 de julio de 2014, 18:00 | Israel   | 1:2 (1:2) | Hungría                 | Estadio Ferenc Szusza, Budapest, Hungría                |                                                         |
|                            | Hugy 36' | Reporte   | Kalmár 25' · Balogh 39' | Asistencia: 3 945 espectadores Árbitro(s): Kevin Clancy | Asistencia: 3 945 espectadores Árbitro(s): Kevin Clancy |

| 25 de julio de 2014, 18:00 | Austria        | 1:2 (0:1) | Portugal                   | Pancho Arena, Felcsút, Hungría                            |                                                           |
|                            | Grillitsch 46' | Reporte   | Podstawski 41' · Baldé 86' | Asistencia: 550 espectadores Árbitro(s): Stephan Klossner | Asistencia: 550 espectadores Árbitro(s): Stephan Klossner |

### Grupo B
| Equipo   | Pts | PJ | PG | PE | PP | GF | GC | Dif |
| -------- | --- | -- | -- | -- | -- | -- | -- | --- |
| Alemania | 7   | 3  | 2  | 1  | 0  | 7  | 2  | 5   |
| Serbia   | 5   | 3  | 1  | 2  | 0  | 4  | 3  | 1   |
| Ucrania  | 4   | 3  | 1  | 1  | 1  | 2  | 3  | -1  |
| Bulgaria | 0   | 3  | 0  | 0  | 3  | 0  | 5  | -5  |

| 19 de julio de 2014, 17:15 | Ucrania  | 1:1 (1:1) | Serbia        | ETO Park, Gyor, Hungría                                   |                                                           |
|                            | Burda 1' | Reporte   | Maksimović 7' | Asistencia: 300 espectadores Árbitro(s): Stephan Klossner | Asistencia: 300 espectadores Árbitro(s): Stephan Klossner |

| 19 de julio de 2014, 20:15 | Bulgaria | 0:3 (0:2) | Alemania                 | ETO Park, Gyor, Hungría                               |                                                       |
|                            |          | Reporte   | Selke 1' 56' · Syhre 28' | Asistencia: 500 espectadores Árbitro(s): Kevin Clancy | Asistencia: 500 espectadores Árbitro(s): Kevin Clancy |

| 22 de julio de 2014, 18:00 | Alemania                | 2:2 (1:2) | Serbia                     | Perutz Stadium, Pápa, Hungría                               |                                                             |
|                            | Selke 39' · Stark 90+1' | Reporte   | Maksimović 32' · Jović 41' | Asistencia: 1 500 espectadores Árbitro(s): Javier Fernández | Asistencia: 1 500 espectadores Árbitro(s): Javier Fernández |

| 22 de julio de 2014, 21:00 | Bulgaria | 0:1 (0:0) | Ucrania        | Perutz Stadium, Pápa, Hungría                          |                                                        |
|                            |          | Reporte   | Tankovskiy 89' | Asistencia: 300 espectadores Árbitro(s): István Kovács | Asistencia: 300 espectadores Árbitro(s): István Kovács |

| 25 de julio de 2014, 20:15 | Serbia     | 1:0 (0:0) | Bulgaria | Perutz Stadium, Pápa, Hungría                        |                                                      |
|                            | Mandić 90' | Reporte   |          | Asistencia: 200 espectadores Árbitro(s): Enea Jorgji | Asistencia: 200 espectadores Árbitro(s): Enea Jorgji |

| 25 de julio de 2014, 20:15 | Alemania     | 2:0 (1:0) | Ucrania | ETO Park, Gyor, Hungría                              |                                                      |
|                            | Selke 3' 66' | Reporte   |         | Asistencia: 650 espectadores Árbitro(s): Tore Hansen | Asistencia: 650 espectadores Árbitro(s): Tore Hansen |

### Segunda fase
En los encuentros de segunda fase, si un partido finalizaba empatado al completarse los 90 minutos de juego, se jugarían dos tiempos extra de 15 minutos cada uno. Si la igualdad se mantenía, se definiría el ganador, con tiros desde el punto penal.
|  | Semifinales                                | Semifinales                                |          |          | Final                 | Final                 |  |
|  | Budapest, 28 de julio Felcsút, 28 de julio | Budapest, 28 de julio Felcsút, 28 de julio |          |          | Budapest, 31 de julio | Budapest, 31 de julio |  |
|  |                                            |                                            |          |          |                       |                       |  |
|  |                                            |                                            |          |          |                       |                       |  |
|  | Portugal (p)                               | 0 (4)                                      |          |          |                       |                       |  |
|  | Portugal (p)                               | 0 (4)                                      |          |          |                       |                       |  |
|  | Serbia                                     | 0 (3)                                      |          |          |                       |                       |  |
|  | Serbia                                     | 0 (3)                                      |          | Portugal | 0                     |                       |  |
|  |                                            |                                            |          | Portugal | 0                     |                       |  |
|  |                                            |                                            | Alemania | 1        |                       |                       |  |
|  | Alemania                                   | 4                                          | Alemania | 1        |                       |                       |  |
|  | Alemania                                   | 4                                          |          |          |                       |                       |  |
|  | Austria                                    | 0                                          |          |          |                       |                       |  |
|  | Austria                                    | 0                                          |          |          |                       |                       |  |
|  |                                            |                                            |          |          |                       |                       |  |

#### Semifinales
| 28 de julio de 2014, 18:00 | Alemania                                              | 4:0 (2:0) | Austria | Estadio Ferenc Szusza, Budapest, Hungría                |                                                         |
|                            | Selke 20' · Stendera 30' · Öztunalı 58' · Mukhtar 68' | Reporte   |         | Asistencia: 1 150 espectadores Árbitro(s): Kevin Clancy | Asistencia: 1 150 espectadores Árbitro(s): Kevin Clancy |

| 28 de julio de 2014, 21:00 | Portugal                                       | 0:0 (t. s.)(4:3 p.)        | Serbia                                                  | Pancho Arena, Felcsút, Hungría |                           |
|                            |                                                | Reporte                    |                                                         | Árbitro(s): István Kovács      | Árbitro(s): István Kovács |
|                            |                                                | Tiros desde el punto penal |                                                         |                                |                           |
|                            | Lopes · Silva · Guzzo · Podstawski · Rodrigues |                            | Gaćinović · Zdjelar · Ristić · Jokić · Milinković-Savić |                                |                           |

#### Final
| 31 de julio de 2014, 19:00 | Portugal | 0:1 (0:1) | Alemania    | Estadio Ferenc Szusza, Budapest, Hungría |                              |
|                            |          | Reporte   | Mukhtar 39' | Árbitro(s): Javier Fernández             | Árbitro(s): Javier Fernández |

| Bandera de Alemania |
| Campeón Alemania    |
| Tercer título       |

## Clasificados a laCopa Mundial de Fútbol Sub-20 de 2015
| Bandera de Alemania | Bandera de Austria | Bandera de Hungría | Bandera de Portugal | Bandera de Serbia | Bandera de Ucrania |
| Alemania            | Austria            | Hungría            | Portugal            | Serbia            | Ucrania            |

## Goleadores
| Jugador            | Selección | Goles |
| ------------------ | --------- | ----- |
| Davie Selke        | Alemania  | 6     |
| André Silva        | Portugal  | 5     |
| Hany Mukhtar       | Alemania  | 2     |
| Sinan Bytyqi       | Austria   | 2     |
| Florian Grillitsch | Austria   | 2     |
| Marcos Lopes       | Portugal  | 2     |
| Nemanja Maksimović | Serbia    | 2     |